# Ліверпульський фунт
Ліверпульський фунт (англ. Liverpool pound) — різні типи місцевих валют, які використовуються у Ліверпулі, Велика Британія.

## Історія
Щоб розв'язати місцеві фінансові проблеми, між 1793 і 1796 роками, Ліверпульська міська рада отримала дозвіл від палати громад Великої Британії випустити в обіг власні банкноти номіналом 50 та 100 фунтів. На сьогодні версії оригінальних банкнот виставлені в Ліверпульському музеї.
В 2017 ізраїльська технологічна компанія Colu запустила Ліверпульський Місцевий Фунт, цифрову валюту, доступ до якої можна отримати через додаток на смартфоні і яка дозволяє отримувати знижки в магазинах Ліверпуля.